# سوخو-۱۷

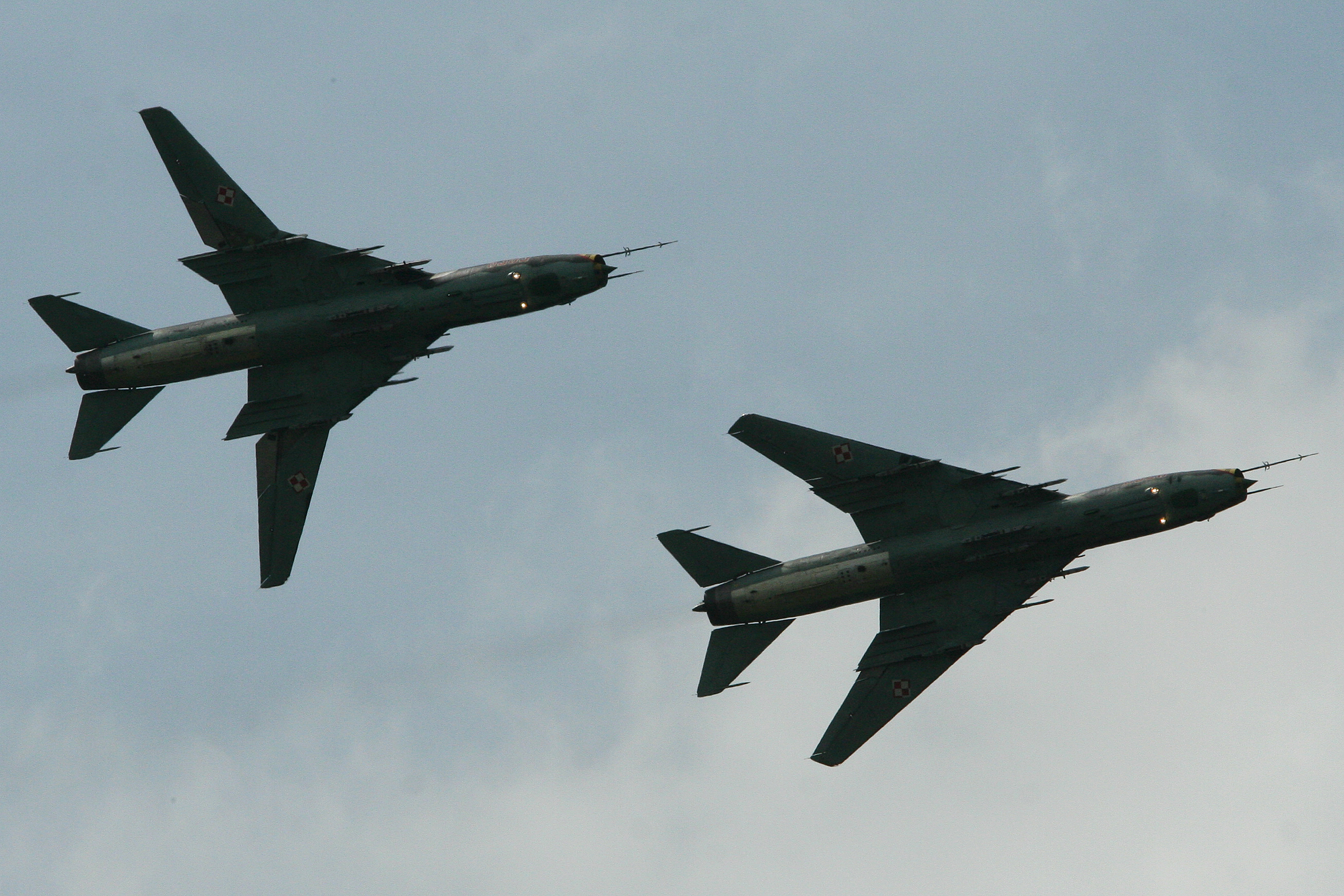
دو فروند سوخو-۲۲ام متعلق به نیروی هوایی لهستان

سوخو-۱۷ (به روسی: Сухой Су-17) جنگنده بمب‌افکن ساخت شرکت سوخو است، بیشتر برای ماموریت های آفندی مورد استفاده قرار می‌گیرد. این هواپیما با نوع بال متحرک ارتقا یافته بر اساس سوخو-۷ است. نوع صادراتی آن سو-۲۰ و سو-۲۲ نامگذاری می‌شود.
بال‌ها در سطحی میانی-تحتانی (پایینتر از وسط) به بدنه متصل، به عقب برگشته و متحرک هستند. جنگنده دارای یک موتور توربوجت در بدنه با یک ورودی دایره‌ای در دماغه هواپیما است.
عراق در جریان جنگ ایران و عراق از مدل‌های صادراتی این جنگنده استفاده کرد. در جریان جنگ خلیج فارس در سال ۱۹۹۱ تعدادی از آن‌ها برای جلوگیری از نابودی به ایران پناه بردند.
در طول جنگ ایران و عراق ۲۳ فروند از این نوع جنگنده به وسیلهٔ اف-۱۴ تام‌کت‌های ایرانی سرنگون شدند که این آمار مورد تأیید منابع ایرانی، عراقی و غربی است. ۱۵ فروند نیز به وسیلهٔ جنگنده‌های اف-۴ فانتوم ۲ ایران سرنگون شدند. یک فروند در تاریخ ۲۷ شهریور سال ۱۴۰۱ در حین پرواز در هرمزگان دچار سانحه شد.